# Dave Taylor
David Andrew Taylor (* 4. prosince 1955) je bývalý kanadský hokejový útočník. Celou svou kariéru v NHL odehrál za Los Angeles Kings, kde později v letech 1997 až 2006 působil jako generální manažer.

## Hráčská kariéra
Před vstupem do NHL hrával univerzitní hokej za Clarkson University, draftován do NHL byl v roce 1975 týmem Los Angeles až z 210. místa. Prošel rovněž draftem WHA, kde si jej vybrali Houston Aeros také až jako 113. v pořadí. Dva ročníky poté strávail ještě ve svém univerzitním týmu, kde dodnes drží některé týmové rekordy.
V NHL debutoval v sezóně 1977/1978. Později se stal členem slavného útoku Triple Crown Line spolu s Marcelem Dionnem a Charlie Simmerem. V sezóně 1980/1981 všichni tři překonali hranici sto bodů, Dave Taylor zaznamenal své sezónní maximum – 112 bodů. V letech 1985 až 1989 působil v roli kapitána. V Los Angeles hrál až do konce své aktivní kariéry, kterou ukončil v roce 1994. S týmem se nejdále dostal v sezóně 1992/1993, když ve finále Stanley Cupu podlehli Montreal Canadiens 1 ku 4 na utkání.

## Úspěchy a ocenění
- Bill Masterton Memorial Trophy – za oddanost hokeji – 1991
- King Clancy Memorial Trophy – za spojení hráčských a lidských kvalit – 1991

## Rekordy
Klubové rekordy Los Angeles Kings
- nejvíce utkání za klub – 1111 v 17 sezónách
- nejvíce bodů v sezóně na pozici pravého křídla – 112 – 1980/1981

## Klubové statistiky
| Sezona     | Klub                | Soutěž     | Základní část | Základní část | Základní část | Základní část | Základní část | Play off | Play off | Play off | Play off | Play off |
| Sezona     | Klub                | Soutěž     | Z             | G             | A             | B             | TM            | Z        | G        | A        | B        | TM       |
| ---------- | ------------------- | ---------- | ------------- | ------------- | ------------- | ------------- | ------------- | -------- | -------- | -------- | -------- | -------- |
| 1974–75    | Clarkson University | ECAC       | 32            | 20            | 34            | 54            | —             | —        | —        | —        | —        | —        |
| 1975–76    | Clarkson University | ECAC       | 31            | 26            | 33            | 59            | —             | —        | —        | —        | —        | —        |
| 1976–77    | Clarkson University | ECAC       | 34            | 41            | 67            | 108           | —             | —        | —        | —        | —        | —        |
| 1976–77    | Fort Worth Texans   | CHL        | 7             | 2             | 4             | 6             | 2             | —        | —        | —        | —        | —        |
| 1977–78    | Los Angeles Kings   | NHL        | 64            | 22            | 21            | 43            | 47            | 2        | 0        | 0        | 0        | 5        |
| 1978–79    | Los Angeles Kings   | NHL        | 78            | 43            | 48            | 91            | 124           | 2        | 0        | 0        | 0        | 2        |
| 1979–80    | Los Angeles Kings   | NHL        | 61            | 37            | 53            | 90            | 72            | 4        | 2        | 1        | 3        | 4        |
| 1980–81    | Los Angeles Kings   | NHL        | 72            | 47            | 65            | 112           | 130           | 4        | 2        | 2        | 4        | 10       |
| 1981–82    | Los Angeles Kings   | NHL        | 78            | 39            | 67            | 106           | 130           | 10       | 4        | 6        | 10       | 20       |
| 1982–83    | Los Angeles Kings   | NHL        | 46            | 21            | 37            | 58            | 76            | —        | —        | —        | —        | —        |
| 1983–84    | Los Angeles Kings   | NHL        | 63            | 20            | 49            | 69            | 91            | —        | —        | —        | —        | —        |
| 1984–85    | Los Angeles Kings   | NHL        | 79            | 41            | 51            | 92            | 132           | 3        | 2        | 2        | 4        | 8        |
| 1985–86    | Los Angeles Kings   | NHL        | 76            | 33            | 38            | 71            | 110           | —        | —        | —        | —        | —        |
| 1986–87    | Los Angeles Kings   | NHL        | 67            | 18            | 44            | 62            | 84            | 5        | 2        | 3        | 5        | 6        |
| 1987–88    | Los Angeles Kings   | NHL        | 68            | 26            | 41            | 67            | 129           | 5        | 3        | 3        | 6        | 6        |
| 1988–89    | Los Angeles Kings   | NHL        | 70            | 26            | 37            | 63            | 80            | 11       | 1        | 5        | 6        | 19       |
| 1989–90    | Los Angeles Kings   | NHL        | 58            | 15            | 26            | 41            | 96            | 6        | 4        | 4        | 8        | 2        |
| 1990–91    | Los Angeles Kings   | NHL        | 73            | 23            | 30            | 53            | 148           | 12       | 2        | 1        | 3        | 12       |
| 1991–92    | Los Angeles Kings   | NHL        | 77            | 10            | 19            | 29            | 63            | 6        | 1        | 1        | 2        | 20       |
| 1992–93    | Los Angeles Kings   | NHL        | 48            | 6             | 9             | 15            | 49            | 22       | 3        | 5        | 8        | 31       |
| 1993–94    | Los Angeles Kings   | NHL        | 33            | 4             | 3             | 7             | 28            | —        | —        | —        | —        | —        |
| NHL celkem | NHL celkem          | NHL celkem | 1111          | 431           | 638           | 1069          | 1589          | 92       | 26       | 33       | 59       | 145      |